# مکس دیرلی
مکس دیرلی (فرانسوی: Max Dearly‎; ۲۲ نوامبر ۱۸۷۴ – ۲ ژوئن ۱۹۴۳) هنرپیشه اهل فرانسه بود.
از فیلم‌ها یا برنامه‌های تلویزیونی که وی در آن نقش داشته‌است می‌توان به بینوایان و مادام بوواری اشاره کرد.